# マーチ伯爵
マーチ伯爵（マーチはくしゃく、英語: Earl of March）は、イギリスの伯爵位。「マーチ」は国境付近の辺境を意味し、マーチ伯は「辺境伯」と訳される。スコットランドがイングランドとの国境付近においたマーチ伯と、イングランドがウェールズとの国境付近においたマーチ伯の2つがある。当初はそれらの地域に所領を持って国境を守った封建貴族の称号だったが、後世には実質的意味はなくなり、単なる貴族称号となった。2020年現在、スコットランドのマーチ伯爵位は第13代ウィームズ伯爵ジェームズ・チャータリスが保有し、イングランドのマーチ伯爵位は第11代リッチモンド公爵チャールズ・ゴードン＝レノックスが保有している。

## スコットランド貴族のマーチ伯
イングランドのウィリアム征服王からノーサンブリア伯に叙されたゴスパトリック(-1023以降)は地位を追われてスコットランドに逃亡し、スコットランド王マルカム3世からダンバーや隣接した所領を与えられた。伯爵位を与えられていたが、当初この爵位には領土設定がなく、曽孫のワルセオフ(-1182)の代の1174年頃にダンバー伯爵になっているのが確認される。子孫のダンバー伯パトリック4世(1242-1308)は、1291年、女王マーガレットの崩御後の王位継承争いの中で王位を請求した13人の人物の一人である。彼はウィリアム1世の娘エイダの子孫と主張してスコットランド王位を請求した。彼が最初にマーチ伯として言及される人物である。子孫のマーチ伯ジョージ・ダンバー(1340–1420)は、娘をロバート3世の息子ロスシー公デイヴィッド・ステュアートと結婚させようとしたが、彼はダグラス家のマージョリーと結婚してしまった。さらにダグラス家に押収されたマーチ伯領を返せ、返さぬでロバート3世と対立し、スコットランドを捨ててイングランド王ヘンリー4世に迎え入れられた。ホミルドン丘の戦いにイングランド側で参戦し、1403年のシュルーズベリーの戦いでもダグラス家と同盟したパーシー家と戦った。しかし1409年にはダグラスと和解してスコットランドへ帰国し、摂政オールバニ公ロバート・ステュアートによりマーチ伯に復帰された。その息子のマーチ伯ジョージ・ダンバー(1370頃–1457)は、1423年に当時イングランドに捕らえられていたジェームズ1世の釈放のための交渉者の一人となったが、王の帰国後にはオールバニ公爵家の粛清が行われ、1434年にはオールバニ公にはマーチ伯の父の反逆罪・所領没収を取り消す権限はなかったとされて投獄のうえ領地や爵位を没収された。最初のマーチ伯はこれをもって終焉した。
ついでジェームズ2世の次男アレグザンダー・ステュアート(1455頃–1485)は1455年以前にマーチ伯に叙され、ついで1455年から1458年の間にオールバニ公に叙された。兄王ジェームズ3世と対立していたため、爵位が剥奪されていた時期もある。その息子のオールバニ公ジョン・ステュアート(1481–1536)の死去で爵位は廃絶した。
ついで第3代レノックス伯爵ジョン・ステュアートの次男ロバート・ステュアート(?-1586)が1582年にダンバー伯爵とともにマーチ伯爵位が与えられたが、継承者がいないため彼一代で廃絶した。
ついで初代クイーンズベリー公爵ウィリアム・ダグラスの次男ウィリアム・ダグラス(1665頃–1705)が1697年4月20日にマーチ伯に叙された。その孫の3代マーチ伯ウィリアム・ダグラス(1725–1810)は、クイーンズベリー公爵位を継いだ。彼の死後は初代マーチ伯の女系子孫の第8代ウィームズ伯爵フランシス・チャータリス (1772–1853) が継承した。以降ウィームズ伯爵チャータリス家が代々マーチ伯爵位の継承を続けている。2020年現在の保有者は第13代ウィームズ伯爵ジェームズ・チャータリス(1948-)である。

### マーチ伯 第1期
- ダンバー伯爵（英語版）参照

### マーチ伯 第2期 (1455年)
- 初代マーチ伯/初代オールバニ公アレグザンダー・ステュアート（英語版） (1455頃–1485)
- 2代マーチ伯/2代オールバニ公ジョン・ステュアート（英語版） (1481–1536) 先代の子

### マーチ伯 第3期 (1581年)
- 初代マーチ伯ロバート・ステュアート（英語版） (?-1586)

### マーチ伯 第4期 (1697年)
- ウィームズ伯爵参照

## イングランド貴族のマーチ伯
イングランドのマーチ伯は、エドワード2世を廃位に追い込んで実権を掌握した王妃イザベラの愛人の第3代モーティマー男爵ロジャー・モーティマーが1328年10月27日に議会においてウェールズ辺境伯（マーチ伯）に叙されたのに始まる。王妃の寵愛を盾に権勢を振るったが、1330年10月に親政開始を伺っていたエドワード3世によりノッティンガムでの諸侯の会議の最中にクーデター的に逮捕され、モーティマーは11月末に召集された議会において絞首刑が宣告されて処刑された。この際に領地と爵位も剥奪された。
しかしその孫であるロジャー・モーティマー(1328–1360)は、1354年にマーチ伯爵を回復した。
その息子の3代マーチ伯エドマンド・モーティマー(1351–1381)は、エドワード3世の三男クラレンス公ライオネルの娘フィリッパと結婚し、その間の子である第4代マーチ伯ロジャー・モーティマー(1374–1398)は1385年にリチャード2世から王位継承者と宣言されたが、アイルランド総督在任中に現地勢力との小競り合いで戦死した。その息子の第5代マーチ伯エドマンド・モーティマー(1391–1425)は、王位継承者の地位を引き継ぐことをリチャード2世から認められたが、1399年にヘンリー・ボリングブロクがリチャード2世から王位簒奪してヘンリー4世として即位したことで一時所領を没収されて厳しい管理下に置かれた。しかしランカスター朝の王に忠実に行動したことにより1413年のヘンリー5世即位後には所領を返還された。
彼の死後は4代マーチ伯の娘アン・モーティマーと3代ケンブリッジ伯リチャードの子である第3代ヨーク公リチャードプランタジネット(1411–1460)、ついでその息子の4代ヨーク公エドワード・プランタジネット(1442–1483)が継承したが、1461年に彼がエドワード4世として国王に即位したことでマーチ伯爵位は王冠とマージした。
ついでエドワード4世の子コーンウォール公エドワード(1470–1483?)（後のエドワード5世）が1479年7月8日にマーチ伯に叙位されている。1483年の即位とともに王冠にマージされたが、同年にリチャード3世に王位簒奪されている。
ついで初代レノックス公エズメ・ステュアートの次男エズメ・ステュアート(1579-1624)が1619年6月7日にマーチ伯に叙位された。その後1624年には兄からスコットランド貴族爵位の第3代レノックス公爵位を継承したが、同年に死去し、その息子である第4代レノックス公ジェイムズ・ステュアート(1612–1655)に継承され、彼は1641年8月8日にイングランド貴族リッチモンド公爵に叙位された。以降マーチ伯爵位はリッチモンド公爵およびレノックス公爵の従属爵位として続き、第3代リッチモンド公チャールズ・ステュアート(1639–1672)が継承者無く死去したことで廃絶した。
ついでチャールズ2世の非嫡出子チャールズ・レノックス(1672-1723)が1675年8月9日にリッチモンド公爵とともにマーチ伯爵に叙位された。以降現在までリッチモンド公爵レノックス家（のちゴードン＝レノックス家）によって継承されている。リッチモンド公爵家の法定推定相続人はマーチ伯爵を儀礼称号として使用する。2020年現在の爵位保持者は第11代リッチモンド公爵チャールズ・ゴードン＝レノックス(1955-)である。

### マーチ伯 第1期 (1328年)
- 初代マーチ伯ロジャー・モーティマー (1287–1330) 1330年剥奪
- 2代マーチ伯ロジャー・モーティマー（英語版） (1328–1360) 先代の孫。1348年モーティマー男爵回復、1354年マーチ伯爵回復
- 3代マーチ伯エドマンド・モーティマー (1351–1381) 先代の子
- 4代マーチ伯ロジャー・モーティマー (1374–1398) 先代の子
- 5代マーチ伯エドマンド・モーティマー (1391–1425) 先代の子
- 6代マーチ伯/3代ヨーク公リチャードプランタジネット (1411–1460) 先代の甥
- 7代マーチ伯/4代ヨーク公エドワード・プランタジネット (1442–1483) 先代の子。1461年に国王に即位

### マーチ伯 第2期 (1479年)
- 初代マーチ伯/初代コーンウォール公エドワード (1470–1483?) 1483年に国王に即位

### マーチ伯 第3期 (1619年)
- 初代マーチ伯/3代レノックス公エズメ・ステュアート（英語版） (1579–1624)
- 2代マーチ伯/初代リッチモンド公/4代レノックス公ジェイムズ・ステュアート (1612–1655) 先代の子
- 3代マーチ伯/2代リッチモンド公/5代レノックス公エズメ・ステュワート (1649–1660) 先代の子
- 4代マーチ伯/3代リッチモンド公/6代レノックス公チャールズ・ステュアート（英語版） (1639–1672) 先代の従兄弟

### マーチ伯 第4期 (1675年)
- リッチモンド公爵参照